# Cantone di Cérilly
Il Cantone di Cérilly era una divisione amministrativa dell'arrondissement di Montluçon.
A seguito della riforma approvata con decreto del 27 febbraio 2014, che ha avuto attuazione dopo le elezioni dipartimentali del 2015, è stato soppresso.

## Composizione
Comprendeva 12 comuni:
- Ainay-le-Château
- Braize
- Cérilly
- Isle-et-Bardais
- Lételon
- Meaulne
- Saint-Bonnet-Tronçais
- Theneuille
- Urçay
- Valigny
- Le Vilhain
- Vitray